# 芸術の森 (札幌市)
芸術の森（げいじゅつのもり）は北海道札幌市南区の地名。
真駒内川中流の左岸を占め、芸術の森1丁目から3丁目までが存在する。全域が札幌芸術の森と札幌市立大学キャンパスで占められており、市街地は存在しない。対岸は南区常磐である。
もとは南区常盤の一部だったが、1990年（平成2年）に町名変更されて南区芸術の森となった。